# Gower (Missouri)
Gower é uma cidade localizada no estado americano de Missouri, no Condado de Buchanan e Condado de Clinton.

## Demografia
Segundo o censo americano de 2000, a sua população era de 1399 habitantes.
Em 2006, foi estimada uma população de 1425, um aumento de 26 (1.9%).

## Geografia
De acordo com o United States Census Bureau tem uma área de
2,6 km², dos quais 2,6 km² cobertos por terra e 0,0 km² cobertos por água. Gower localiza-se a aproximadamente 288 m acima do nível do mar.

## Localidades na vizinhança
O diagrama seguinte representa as localidades num raio de 16 km ao redor de Gower.